# Louis-Félix Pinault
Pour les articles homonymes, voir Pinault.
Louis-Félix Pinault, né le 9 novembre 1852 à Rimouski et mort le 10 décembre 1906 à Ottawa, est un homme politique québécois qui a été député à l'Assemblée législative du Québec et militaire qui a participé à la campagne du Nord-Ouest.

## Biographie

### Ses débuts
Louis-Félix Pinault est né le 9 novembre 1852 à Rimouski du mariage de Nicolas Pineau, cultivateur et de Christine Lepage. Il fait ses études au séminaire de Rimouski et est reçu au Barreau du Québec le 20 janvier 1879 puis pratique le métier d'avocat pendant une vingtaine d'années.

### Sa carrière militaire
Louix-Félix Pinault était major pour le 9e bataillon des Voltigeurs de Québec lorsqu'il participe à la campagne de la Rébellion du Nord-Ouest en 1885. Il est promu colonel plus tard et a agi en tant qu'officier honoraire de son régiment pendant plusieurs années.

### Sa carrière politique
Louis-Félix Pinault est élu député du Parti libéral pour la circonscription électorale provinciale de Matane en 1890 et réélu lors des élections partielles en 1892 et en 1897. Le 7 décembre 1898, il abandonne son siège de député pour devenir sous-ministre dans le département de la Milice à Ottawa et occupe cette fonction jusqu'à sa mort le 10 décembre 1906. Le 23 février 1905, il avait épousé Marie-Louise Lambert.

## Récompenses
Louis-Félix Pinault reçoit le prix Prince-de-Galles.

## Héritage
Le canton de Pinault, dans la vallée de la Matapédia au Bas-Saint-Laurent, fut nommé en son honneur.